# 宋昕澔
宋昕澔（2003年9月4日—）是臺灣男子籃球運動員，場上主打後衛位置。

## 生平
宋昕澔就讀建中國小五年級時打過甲組比賽，六年級在乙組奪冠，個人收下MVP殊榮，升上明仁國中時父親曾怕宋昕澔會太累不希望他繼續打球。宋昕澔國中三年級時率領球隊擊退神岡國中抱走國中籃球聯賽冠軍金盃，並拿走冠軍賽MVP頭銜。高中加入南山高中，一年級球隊獲得第三名，高二以及高三闖進冠軍賽但都與冠軍金盃失之交臂，個人在高三拿下110學年度高中籃球聯賽抄截王，並入選高中籃球全明星賽擔任白隊隊長，大學選擇進入國立政治大學，就讀傳播學院。2023年9月在跨聯盟籃球邀請賽獲選大會MVP。2024年8月31日，宋昕澔在跨聯盟籃球邀請賽中獲選大會最佳五人。

## 外部連結
- 宋昕澔的Facebook專頁
- 宋昕澔的Instagram帳戶
- 宋昕澔在Eurobasket.com（球員）（英语）
- 宋昕澔在RealGM（球員）（英语）